# سانتو تمه د سابارکس
سانتو تمه د سابارکس (به اسپانیایی: Santo Tomé de Zabarcos) دهستانی در استان آبیلای اسپانیا است.
در این دهستان ۹۹ نفر زندگی می‌کنند. مساحت این دهستان ۸٬۴۲ کیلومتر مربع است.